# Gramofon
Gramofon je mehanička naprava za snimanje i reprodukciju zvuka. Do 1980.-ih bili su najkorišteniji uređaji za slušanje glazbe i drugih zvučnih zapisa.

## Povijest
Prvi fonograf je izumio 1877. godine Thomas Alva Edison. Njegov stroj je mogao snimati zvuk na staniol koji je bio zamotan oko malog metalnog cilindra i onda ponoviti zapis. Cilindar se vrtio na osovini koja se okretala uz pomoć ručice. Igla pričvršćena na vibrirajuću dijafragmu je stavljena uz cilindar. Kako je netko pričao u usnik, zvučni valovi su tjerali iglu i dijafragmu da vibriraju. Te vibracije su uzrokovale iglino udubljenje u foliji na rotirajućem cilindru. Kako bi se zvuk mogao slušati, prikvačena je druga igla na dijafragmu uz cilindar. Kako se cilindar okretao, udubljenja su uzrokovala vibriranje igle i dijafragme. Te vibracije su ponavljale približno isti zvuk. Takva vrsta zvučnog zapisa se naziva akustična snimka jer je zvuk proizveden bez električne energije. Američki znanstvenici Chichester Bell i Charles S. Tainter su 1885. poboljšali njegov fonograf tako da su umjesto snimanja na staniol foliji snimali na kartonskim cilindrima premazani voskom. To je poboljšalo kvalitetu zvuka.
Emil Berliner je izumio gramofon 1887. godine, fonograf koji koristi diskove od šelaka. Ti diskovi su imali bolju kvalitetu zvuka, bili su dugotrajniji i lakše ih je bilo masovno proizvesti nego cilindre. 
Prvi gramofon koji električno snima snimke se pojavio 1925. g. Također, proizvođači su krenuli proizvoditi gramofone sa električnim motorima i pojačivačima zvuka, što je drastično povećalo kvalitetu zvuka.
Većina komercijalnih ploča su do 1948. godine bile izrađene od kombinacije gline i šelaka i svirale su se brzinom od 78 okretaja u minuti (rpm). Te godine, na tržištu su se pojavile plastične ploče od 33 1/3 rpm pod klasifikacijom dugometražnih (Long-play, LP). Razvila ih je Columbia Broadcasting System Laboratories pod vodstvom američkog elektro-inženjera Petera Goldmarka. Te ploče su sadržavale puno više zvuka i bile su izrdžljivije od 78 rpm ploča.  Jednu godinu nakon toga, 1949., su predstavljene ploče od 45 rpm tvrtke Radio Corporation of America da se natječu sa LP pločama. 
Zbog povećanja interesa za gramofonske ploče i potrebe za snimanje crkvene glazbe, razvijeni su sterofonski gramofoni i diskovi 1958. godine. Prije toga, sve ploče su bile monofonske. Takve ploče imaju samo jedan kanal iz kojeg se može reproducirati zvuk. Do kasnih 1960.-ih su gotovo svi gramofoni i gramofonske ploče bili stereofonske.

## Funkcioniranje
Gramofoni reproduciraju glazbu sa gramofonskih ploča koje su izrađene procesom analognog snimanja zvuka.  U tom procesu, analog (zapis) originalnog zvuka je pohranjen u obliku krivudajućih valova na spiralnim utorima na površini plastičnog diska. Kako se ploča okreće na gramofonu, igla se okreće na utorima (brazdi) na površini ploče. Zbog toga što su u utorima mikroskopski krivudajući valovi, igla vibrira. Nakon toga, te se vibracije igle pretvore u električne signale i vrate se u zvuk uz pomoć zvučnika.
Većina gramofonskih ploča su tanki plastični diskovi koji imaju promjer 18 ili 30 cm. Ploča od 18 centimetara se vrti brzinom 45 okretaja u minuti (rpm). Takve ploče mogu imati samo nekoliko minuta zvuka po svakoj strani i zato se najčešće koriste kao ploče za singlove pop grupa i pjevača. Ploča od 30 centimetara, "dugometražna"; se vrti brzinom od 33 i 1/3 okretaja u minuti (rpm) i sadrži 30 minuta zvuka po strani. Te se ploče mogu isto koristiti za glazbene singlove, ali se onda vrte brzinom normalne 30 cm ploče.

## Dijelovi
Postoji 6 glavnih dijelova gramofona. To su: (1.) rotacijska ploča gramofona, (2.) pogonski sustav, (3.) igla, (4.) zvučnica, (5.) ručka i (6.) pojačalo.
Rotacijska ploča gramofona je ravna metalna ploča prekrivena gumom na koju se stavlja ploča. Većina rotacijskih ploča se vrti brzinama od 45 i 33 1/3 rpm. Neke ploče se također mogu vrtiti brzinama od 78 rpm.
Pogonski sustav okreće rotacijsku ploču. Većina gramofona ima direktan pogon. U takvom sustavu, rotacijska ploča je stavljena točno iznad motora. Brzina tog motora, koja se može razlikovati, određuje brzinu rotacijske ploče i same gramofonske ploče.
Igla je komadić dijamanta ili vrlo čvrstog sintetskog materijala i oblik joj podsjeća na oblik čunja. Pričvršćena je na ručku na jednoj strani i uteg je pričvršćen na drugoj. U stereofonskom gramofonu igla reagira na dva seta valova, jedan na svakoj strani utora (brazde). Ova dva seta valova odgovaraju dvama stereo zvučna kanala.
Zvučnica dobiva vibracije od igle i pretvara ju u električnu energiju. Većina zvučnica proizvode napon kada pomak igle pomiče električnu zavojnicu u magnetskom polju ili pomiče magnet u blizini zavojnice. Sterofonska zvučnica pretvara vibracije igle u dva seta električnih signala (jedan za desni zvučni kanal, a jedan za lijevi).
Ručka drži iglu i zvučnicu. U većini gramofona, ona je zakvačena za stalak koji joj omogućava da se okreće po disku u obliku luka. Pritisak na ploču se kontrolira sa utegom na kraju ručke. Previše pritiska smanjuje kvalitetu zvuka i uništava ploču, a premalo izobličuje zvuk i uzrokuje to da će igla preletjeti preko ploče. Žice po ručki prenose električne signale od zvučnice do pojačala.
Pojačalo, kao što ime kaže, pojačava snagu slabog električnog signala iz zvučnice tako da može doći do zvučnika sa dovoljnom jačinom. Zvučnici pretvaraju električne signale u zvuk koji ljudi mogu čuti.